# Aphonopelma steindachneri
Aphonopelma steindachneri là một loài nhện trong họ Theraphosidae.
Loài này thuộc chi Aphonopelma. Aphonopelma steindachneri được miêu tả năm 1875 bởi Ausserer.